# 2433 Sootiyo
2433 Sootiyo (1981 GJ) là một tiểu hành tinh vành đai chính được phát hiện ngày 5 tháng 4 năm 1981 bởi E. Bowell ở Flagstaff (AM).